# 몰리 에브라임
몰리 이프럼(Molly Ephraim, 영어 발음: /ˈiːfrəm/, 1986년 5월 22일 ~ )은 미국의 배우이다.

## 출연 작품

### 영화
- 파라노말 액티비티 2 (2010)
- 파라노말 액티비티: 더 마크드 원스 (2014)
- 그레이비 (2015, Gravy) - 크리킷 역
- 프론트 러너 (2018)

### 텔레비전
- 라스트 맨 스탠딩 (2011-17)